# Medal Abisynii
Medal Abisynii (ang. Abyssinia Medal) – jeden z medali kampanii brytyjskich, autoryzowany w 1869, nadawany za ekspedycję dowodzoną przez sir Roberta Napiera przeciwko cesarzowi Abisynii Teodorowi II w latach 1867–1868.

## Skrót historyczny kampanii
- sierpień 1867 – zapada decyzja o wysłaniu wojsk do Abisynii;
- 21 grudnia – wojska opuszczają Bombaj;
- początek stycznia 1868 – wojska przybywają do Annesley Bay;
- 26 stycznia – wojska wchodzą wewnątrz kraju;
- 21 marca – wojska wchodzą do Dildi, forteca w Magdala jest już w zasięgu wzroku;
- 9 kwietnia – bitwa pod Arogi;
- 15 kwietnia – szturm Magdali;
- 18 kwietnia – Magdala opanowana;
- środek czerwca – brytyjscy żołnierze lądują w Portsmouth witani jako bohaterowie.

Straty w ludziach:
- wojska brytyjskie i indyjskie: 2 oficerów i 27 innych żołnierzy rannych;
- wojska abisyńskie: przynajmniej 500 zabitych i tysiące rannych.

## Opis medalu
Awers: głowa w diademie królowej Wiktorii otoczona inskrypcją ABYSSINIA
Rewers: tarcza z wygrawerowanym nazwiskiem nagrodzonego otoczona wieńcem laurowym.